# 張煒安

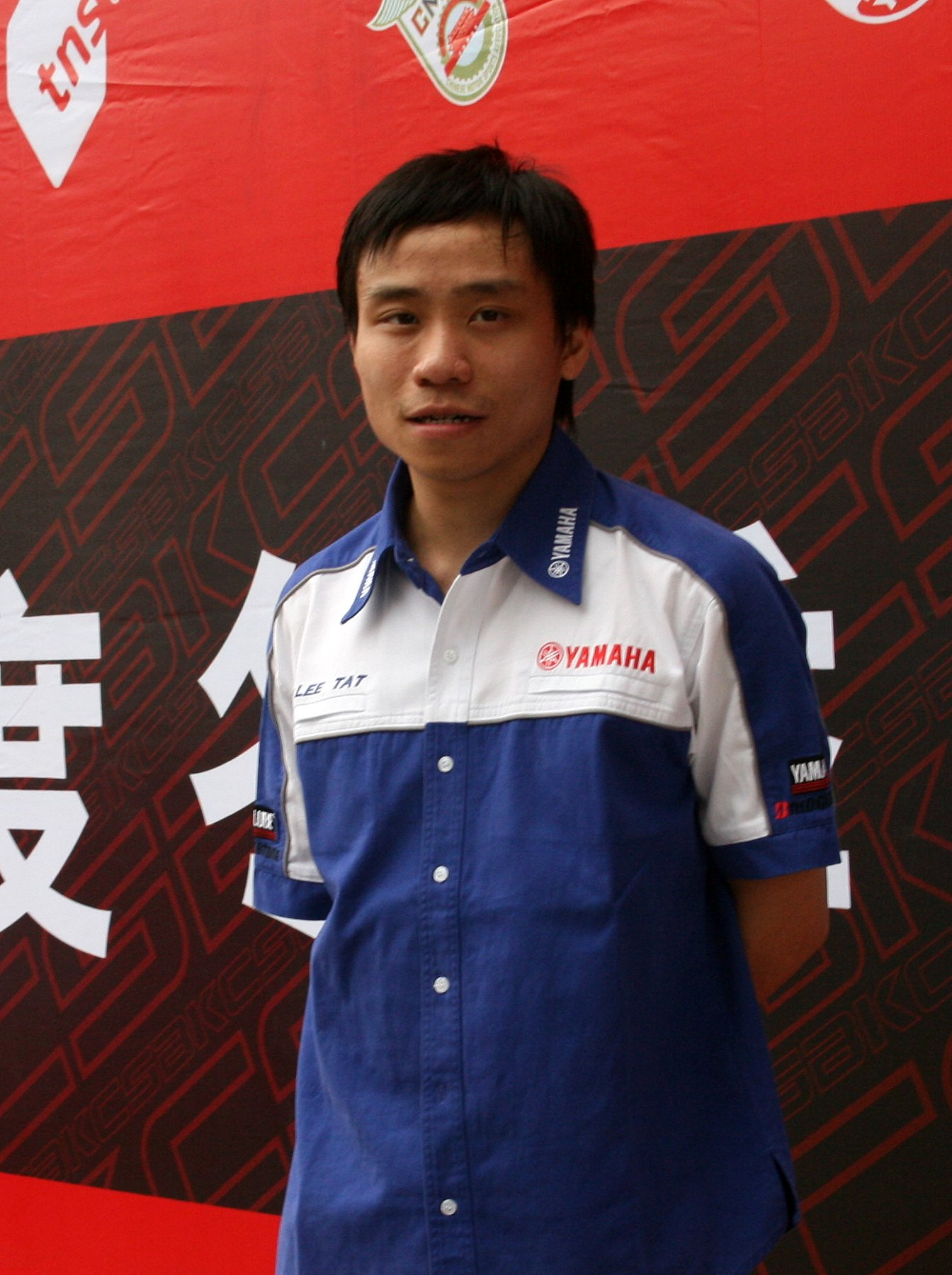
張煒安(2010年)。

張煒安(1981年5月2日-)是一位香港摩托車賽車手。他小時已迷上電單車，十三歲時，父親在香蜜湖買了一輛綿羊仔給他參賽，張煒安便開始接觸電單車。此後，因父親大力支持，加上技術出眾，多年來參加過無數大賽。最輝煌日子，莫過於1998、1999及2000年，連續三屆奪得澳門汽車會（電單車）盃冠軍，獲廣大傳媒稱為新一代「少年車神」。
2003年11月15日，張煒安在中國澳門汽車會盃電單車賽中以超班技術順利勝出。
在2005年，張煒安以外卡身分於上海國際賽車場參與世界摩托車錦標賽125c.c.組別賽。他在首日排位賽共三十七位車手之中，排名第三十三位。決賽當日雖然天公不做美，下傾盆大雨，但在天雨路滑情況下，張煒安成績不跌反進，總成績雖然排二十四位，但已是中國人的「第一」。
張煒安在2006年11月18日舉行的第四十屆澳門格蘭披治大賽車，奪得電單車600cc組別的賽事季軍。
2009年11月21日，第43屆澳門格蘭披治電單車大賽，張煒安以川崎戰車出賽，在600cc組取得亞軍，繼3年前奪得第3名後再度踏足頒獎台。
2013年5月，張煒安將出戰有過百年歷史的TT人島大賽，成為這項賽事史上首位華人車手。他將效力Splitlath Redmond Racing。車隊近兩個月已兩度安排他親赴人島視察環境，並已在英國戰罷6場賽事重拾比賽狀態，而他5月18日亦經已出發，備戰將於5月26日至6月7日舉行的大戰。

## 家庭生活
張煒安在2012年與女友Vicky復合，Vicky在同年11月宣布有喜。